# Città della Pieve

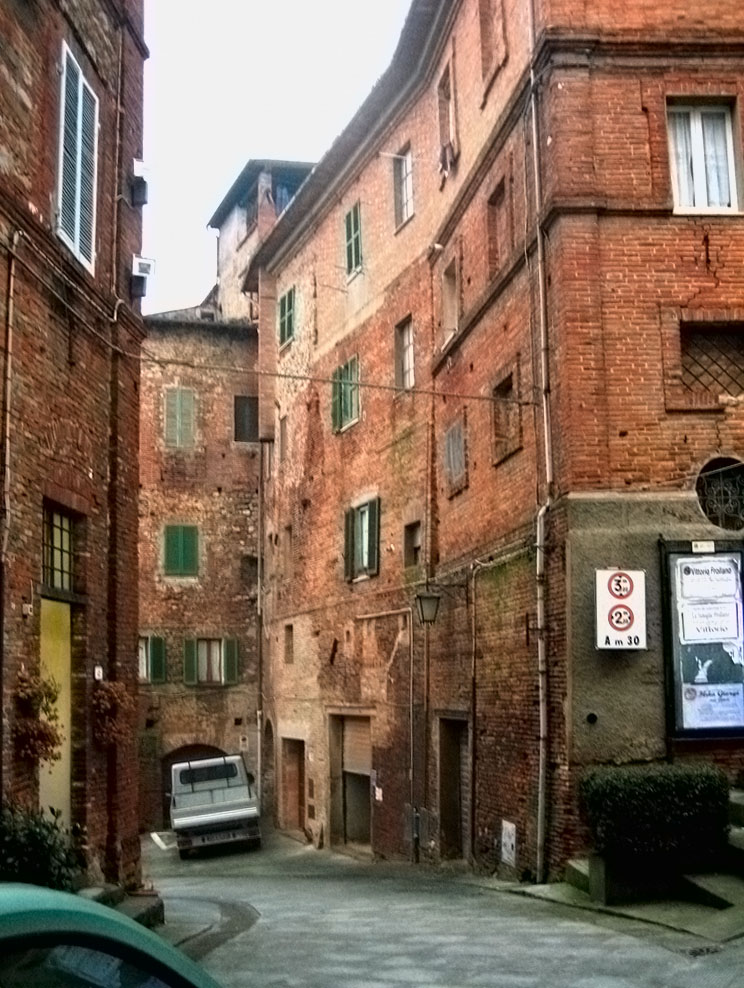
A street in Città della Pieve.

Città della Pieve là một đô thị ở Tỉnh Perugia trong vùng Umbria, có khoảng cách khoảng 50 km về phía đông nam của Perugia. Tại thời điểm ngày 31 tháng 12 năm 2004, đô thị này có dân số 7.366 người và diện tích là 111.5 km².
Città della Pieve giáp các đô thị: Allerona, Castiglione del Lago, Cetona, Chiusi, Fabro, Monteleone d'Orvieto, Paciano, Piegaro, San Casciano dei Bagni.